# غارة قندوز الجوية
الغارة الجوية على قندوز 2009 وقعت هذه الغارة يوم الجمعة الرابع من أيلول عام 2009 حوالي الساعة 2:30 صباحاً بالتوقيت المحلي، 7 كـم (4.3 ميل) 7 كم جنوب غرب مدينة قندوز في ولاية قندوز شمال أفغانستان بالقرب من قرى عمر خيل على حدود منطقتي شاهار دارا وعلي أباد. وكانت استجابة لنداء من القوات الألمانية، حيث قصفت طائرة مقاتلة أمريكية من نوع F-15Eصهريجي وقود تم الاستيلاء عليهما من قبل مقاتلي طالبان، مما أسفر عن مقتل أكثر من 90 مدنياً في الهجوم.
وبسبب ارتفاع عدد القتلى من المدنيين، كان للهجوم الجوي عواقب سياسية خاصة في ألمانيا. في حزيران 2010 أعلنت ألمانيا أنها ستدفع مبلغ 5000 دولار لكل عائلة من عائلات الضحايا، على سبيل الهبة دون اللإقرار أو تحمل المسؤولية. وصف وزير التجارة الأفغاني السابق أمين فرهنج مبلغ 5 آلاف دولار -يعادل حوالي 20 ألف أفغاني- بالمبلغ «المضحك». في وقت سابق أعادت ألمانيا تصنيف انتشار جنودها في أفغانستان على أنه «نزاع مسلح في إطار معايير القانون الدولي»، مما يسمح للقوات الألمانية بالتصرف دون المخاطرة بالمقاضاة بموجب القانون الألماني.

## روابط خارجية
- صور لحطام الناقلة والاصابات من بي بي سي نيوز
- نشرة من صحفية إيساف عن الغارة الجوية
- فيديو عن غارة قندوز من موقع صحيفة بيلد
- فيديو للقطات خام عن غارة قندوز من موقع صحيفة بيلد
- بعد مرور عام على غارة قندوز الجوية - لا توجد علامة على تحقيق كامل في القضية دير شبيغل، 30 أغسطس 2010